# Lamina quarto d'onda
Una lamina quarto d'onda è uno strumento ottico in grado di convertire la polarizzazione della radiazione elettromagnetica che lo attraversa da lineare a circolare (o ellittica) e viceversa.

## Funzionamento

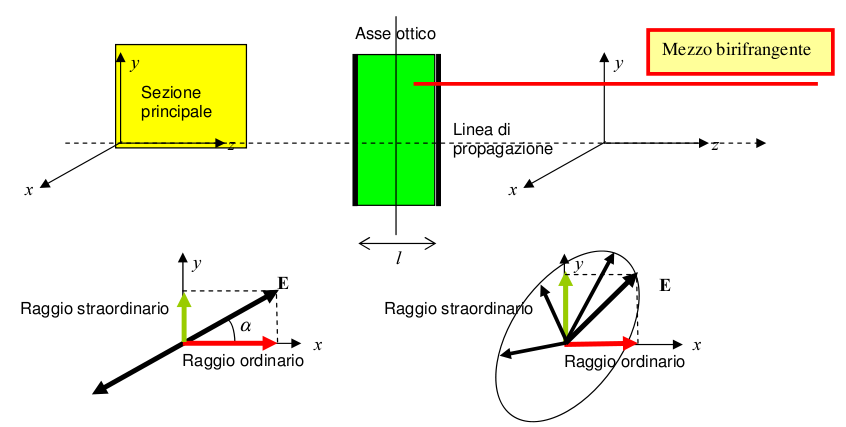
Schema del funzionamento di una lamina quarto d'onda

La lamina è costituita di materiale birifrangente e il suo asse ottico è perpendicolare al percorso della radiazione elettromagnetica.
Si ricorda che, rispetto alla sezione principale della lamina, un'onda elettromagnetica è scomponibile in due raggi con diversa polarizzazione:
- un raggio ordinario con polarizzazione perpendicolare alla sezione principale;
- un raggio straordinario con polarizzazione parallela alla sezione principale.

Matematicamente, si può rappresentare l'onda come il vettore campo elettrico separato nelle due componenti ordinaria e straordinaria:
{\displaystyle \mathbf {E} =\left(A\cos(\alpha )\cos \left(\omega t\right),A\operatorname {sen}(\alpha )\cos \left(\omega t+\phi \right)\right)}
dove:
- {\displaystyle A} è l'ampiezza dell'onda;
- {\displaystyle \alpha } è l'angolo tra il piano di polarizzazione e la perpendicolare alla sezione principale;
- {\displaystyle \phi } è lo sfasamento tra le due componenti, che vale:
  - {\displaystyle \phi =k\pi } con {\displaystyle k\in \mathbb {N} } per onde con polarizzazione lineare;
  - {\displaystyle \phi =\left(2k+1\right){\frac {\pi }{2}}} con {\displaystyle k\in \mathbb {N} } per onde con polarizzazione circolare (o ellittica con un asse parallelo alla sezione principale).

Il raggio incide sulla superficie della lamina perpendicolarmente, così entrambi i raggi in cui viene scomposto vengono rifratti nella stessa direzione perpendicolare alla superficie, ma essendo affetti da indici di rifrazione diversi, percorrono la lamina con diverse velocità, uscendone quindi con una diversa differenza di fase.
Matematicamente, la differenza di fase si calcola come:
{\displaystyle \Delta \phi =2\pi {\frac {l}{\lambda _{o}}}-2\pi {\frac {l}{\lambda _{s}}}}
con {\displaystyle \lambda _{o}} e {\displaystyle \lambda _{s}} le lunghezze d'onda nella lamina rispettivamente del raggio ordinario e straordinario.
Dato che la lunghezza d'onda in un mezzo si può calcolare come rapporto tra la lunghezza d'onda nel vuoto e l'indice di rifrazione:
{\displaystyle \lambda _{mezzo}={\frac {\lambda _{vuoto}}{n}}}
la differenza di fase si può esprimere come:
{\displaystyle \Delta \phi =2\pi l{\frac {n_{o}-n_{s}}{\lambda }}}
con {\displaystyle \lambda } la lunghezza d'onda della radiazione nel vuoto, e {\displaystyle n_{o}}, {\displaystyle n_{s}} rispettivamente gli indici di rifrazione per il raggio ordinario e straordinario.
Perché un'onda cambi la polarizzazione da lineare a circolare e viceversa, occorre che le sue componenti vengano sfasate per un quarto di lunghezza d'onda, o meglio occorre che:
{\displaystyle \Delta \phi =\left(k+{\frac {1}{2}}\right)\pi } con {\displaystyle k\in \mathbb {N} }
Quindi uguagliando le due equazioni:
{\displaystyle 2\pi l{\frac {n_{o}-n_{s}}{\lambda }}=\left(k+{\frac {1}{2}}\right)\pi }
si ottiene che lo spessore della lamina deve essere:
{\displaystyle l={\frac {\lambda }{n_{o}-n_{s}}}\left({\frac {k}{2}}+{\frac {1}{4}}\right)} con {\displaystyle k\in \mathbb {N} }
Da queste formule è evidente che una lamina di un certo spessore è efficace solo su una precisa lunghezza d'onda.